# 오복성 2
《오복성 2》(五福星撞鬼: Ghost Punting)는 홍콩에서 제작된 홍금보, 증지위, 원규 감독의 1991년 영화이다. 홍금보 등이 주연으로 출연하였다.

## 출연

### 주연
- 홍금보
- 호혜중

### 조연
- 마쇄범
- 증지위
- 오요한
- 진상림
- 여소령
- 구월청
- 진백상
- 풍쉬범
- 모제스 찬
- 진묘영